# 4117 Вільке
4117 Вільке (4117 Wilke) — астероїд головного поясу, відкритий 24 вересня 1982 року.
Тіссеранів параметр щодо Юпітера — 3,247.